# Athlītikos Syllogos Arīs Thessalonikīs 2019-2020
Questa voce raccoglie le informazioni riguardanti l'Athlītikos Syllogos Arīs Thessalonikīs, meglio conosciuto come Aris Salonicco, nelle competizioni ufficiali della stagione 2019-2020.

## Stagione
La stagione 2019-2020 vede la 55ª partecipazione in massima serie greca dell'Aris Salonicco, nonché la seconda consecutiva. Il primo impegno ufficiale dei macedoni è il doppio confronto in Europa League contro i ciprioti dell'AEL Limassol, a nove anni di distanza dall'ultima partecipazione. L'Aris supera il secondo turno preliminare battendo i rivali al ritorno per 1-0, dopo che l'andata si era conclusa a reti inviolate. Il 15 agosto l'Aris Salonicco viene eliminato al terzo turno di qualificazione di Europa League dai norvegesi del Molde con un risultato complessivo di 4-3 ai tempi supplementari. Il 24 agosto l'Aris esordisce in campionato, pareggiando 1-1 contro l'OFI Creta. Il 15 settembre giunge la prima vittoria in campionato: 4-0 contro il Panathīnaïkos. Il 22 settembre, in occasione dell'andata del derby di Salonicco, l'Aris pareggia in casa del PAOK per 2-2, con i rivali che segnano l'ultimo gol nove minuti oltre il novantesimo minuto. Tra la sesta e la settima giornata di campionato viene esonerato il tecnico greco Savvas Pantelidis e al suo posto viene nominato il tedesco Michael Oenning. Il 14 gennaio, con un risultato complessivo di 3-1, l'Aris elimina lo Xanthī e supera gli ottavi di finale di Coppa di Grecia. Il 13 febbraio l'Aris supera i quarti di finale di coppa nazionale battendo l'Atromītos 1-0, dopo lo 0-0 dell'andata. Il 1º marzo, col termine della stagione regolare, l'Aris guadagna la possibilità di competere nella Poule scudetto nonostante la sconfitta per 1-2 in casa contro l'Atromītos, lasciando proprio questi ultimi a due lunghezze. Il 7 giugno riprende il campionato, dopo lo stop forzato a seguito dell'emergenza dovuta alla pandemia di COVID-19, con l'Aris che vince per 3-1 contro l'OFI Creta. Il 24 giugno si conclude il cammino dei macedoni in Coppa di Grecia, per mano dell'AEK Atene ai tempi supplementari. Il 19 luglio si conclude la stagione dell'Aris, con il pareggio a reti inviolate contro i rivali del PAOK, e la qualificazione al secondo turno di qualificazione della UEFA Europa League 2020-2021.

## Maglie e sponsor
Lo sponsor tecnico per la stagione 2019-2020 è Nike, mentre lo sponsor ufficiale è Betshop.
|  | Casa |  | Trasferta |  | Portiere |

## Rosa
Rosa e numerazione tratte dal sito ufficiale.
| N. |                        | Ruolo | Calciatore                    |
| -- | ---------------------- | ----- | ----------------------------- |
| 1  | Austria (bandiera)     | P     | Fabian Ehmann                 |
| 3  | Portogallo (bandiera)  | D     | Hugo Sousa                    |
| 5  | Grecia (bandiera)      | D     | Geōrgios Delīzīsīs (capitano) |
| 6  | Albania (bandiera)     | C     | Migjen Basha                  |
| 7  | Francia (bandiera)     | A     | Nicolas Diguiny               |
| 8  | Paesi Bassi (bandiera) | C     | Lerin Duarte                  |
| 9  | Tunisia (bandiera)     | A     | Hamza Younés                  |
| 9  | Grecia (bandiera)      | A     | Dīmītrīs Diamantopoulos       |
| 10 | Svezia (bandiera)      | A     | Daniel Larsson                |
| 11 | Nigeria (bandiera)     | A     | Brown Ideye                   |
| 17 | Portogallo (bandiera)  | A     | Bruno Gama                    |
| 18 | Argentina (bandiera)   | A     | Nicolás Martínez              |
| 19 | Argentina (bandiera)   | C     | Martín Tonso                  |
| 21 | Svezia (bandiera)      | D     | Daniel Sundgren               |
| 22 | Grecia (bandiera)      | D     | Dīmītrīs Kōnstantinidīs       |

| N. |                      | Ruolo | Calciatore            |
| -- | -------------------- | ----- | --------------------- |
| 23 | Spagna (bandiera)    | P     | Julián Cuesta         |
| 24 | Argentina (bandiera) | D     | Daniel Mancini        |
| 26 | Spagna (bandiera)    | C     | Javier Matilla        |
| 28 | Grecia (bandiera)    | C     | Giannīs Fetfatzidīs   |
| 31 | Grecia (bandiera)    | D     | Panagiotis Tsagalidis |
| 38 | Grecia (bandiera)    | C     | Petros Bakoutsis      |
| 40 | Grecia (bandiera)    | D     | Petros Mpagkalianīs   |
| 44 | Spagna (bandiera)    | D     | Fran Vélez            |
| 69 | Ungheria (bandiera)  | D     | Mihály Korhut         |
| 75 | Grecia (bandiera)    | P     | Apostolos Tsilingiris |
| 88 | Brasile (bandiera)   | C     | Lucas Sasha           |
| 92 | Mauritius (bandiera) | D     | Lindsay Rose          |
| 96 | Grecia (bandiera)    | A     | Fjorin Durmishaj      |
| 98 | Francia (bandiera)   | C     | Abou Ba               |

## Calciomercato

### Sessione estiva
| Acquisti         | Acquisti        | Acquisti        | Acquisti                    |
| R.               | Nome            | da              | Modalità                    |
| ---------------- | --------------- | --------------- | --------------------------- |
| P                | Fabian Ehmann   | Sturm Graz      | gratuito                    |
| D                | Daniel Sundgren | AIK             | definitivo (0,12 milioni €) |
| C                | Abou Ba         | Nantes          | prestito                    |
| C                | Lerin Duarte    | Heracles Almelo | gratuito                    |
| C                | Daniel Mancini  | Bordeaux        | definitivo (0,5 milioni €)  |
| C                | Lucas Sasha     | Ludogorec       | gratuito                    |
| A                | Brown Ideye     |                 | svincolato                  |
| Altre operazioni |                 |                 |                             |
| R.               | Nome            | da              | Modalità                    |
| D                | Álex Menéndez   | Córdoba         | fine prestito               |
| D                | Lindsay Rose    | Lorient         | definitivo (0,17 milioni €) |

| Cessioni         | Cessioni                   | Cessioni        | Cessioni                   |
| R.               | Nome                       | a               | Modalità                   |
| ---------------- | -------------------------- | --------------- | -------------------------- |
| P                | Alexandros Anagnostopoulos | Apollōn Smyrnīs | gratuito                   |
| D                | Migjen Basha               |                 | svincolato                 |
| D                | Manōlīs Tzanakakīs         |                 | svincolato                 |
| C                | Mateo García               | Las Palmas      | fine prestito              |
| C                | Manōlīs Siōpīs             | Alanyaspor      | definitivo (0,5 milioni €) |
| A                | Hamza Younés               |                 | svincolato                 |
| Altre operazioni |                            |                 |                            |
| R.               | Nome                       | a               | Modalità                   |
| P                | Geōrgios Kantimirīs        |                 | svincolato                 |
| D                | Lindsay Rose               | Lorient         | fine prestito              |
| D                | Giōrgos Valerianos         | Pafos           | gratuito                   |
| C                | Dīmītrīs Anakoglou         | Lamia           | gratuito                   |
| C                | Lefteris Intzoglou         |                 | svincolato                 |
| C                | Charalampos Pavlidis       | Apollōn Smyrnīs | gratuito                   |
| C                | Kyriakos Savvidīs          |                 | svincolato                 |
| C                | Charalampos Stampoulidis   |                 | svincolato                 |
| A                | Andreas Stamatis           |                 | svincolato                 |

### Sessione invernale
| Acquisti         | Acquisti         | Acquisti   | Acquisti |
| R.               | Nome             | da         | Modalità |
| ---------------- | ---------------- | ---------- | -------- |
| A                | Fjorin Durmishaj | Olympiacos | prestito |
| Altre operazioni |                  |            |          |
| R.               | Nome             | da         | Modalità |

| Cessioni         | Cessioni                | Cessioni           | Cessioni   |
| R.               | Nome                    | a                  | Modalità   |
| ---------------- | ----------------------- | ------------------ | ---------- |
| D                | Dīmītrīs Kōnstantinidīs | Zemplín Michalovce | gratuito   |
| D                | Álex Menéndez           |                    | svincolato |
| Altre operazioni |                         |                    |            |
| R.               | Nome                    | a                  | Modalità   |

## Risultati

### Souper Ligka Ellada

#### Girone di andata
| Arbitro: | Manouhos |

|              |           |             |
| L. Sasha 69’ | Marcatori | 18’ Mellado |

| Arbitro: | Kominis |

|                      |           |  |
| Jendrišek 55’ (rig.) | Marcatori |  |

| Arbitro: | Fotias |

|                                                      |           |  |
| Fetfatzidīs 19’ Fran Vélez 43’ Diguiny 54’ Ideye 64’ | Marcatori |  |

| Arbitro: | Sidīropoulos |

|                          |           |                      |
| Léo Matos 6’ Mišić 90+9’ | Marcatori | 4’ Ideye 88’ Matilla |

| Arbitro: | Skoulas |

|                               |           |                              |
| Fran Vélez 10’ Bruno Gama 12’ | Marcatori | 20’, 33’ Nunić 74’ Amr Warda |

| Arbitro: | Tzovaras |

|            |           |                           |
| Diguiny 7’ | Marcatori | 33’ Masouras 38’ El-Arabi |

| Arbitro: | Karantonis |

|  |           |                      |
|  | Marcatori | 3’ (rig.) Bruno Gama |

| Arbitro: | Tsagarakis |

|                                        |           |  |
| Bruno Gama 27’ (rig.) Ideye 32’ (rig.) | Marcatori |  |

| Arbitro: | Manouhos |

|          |           |          |
| Arce 66’ | Marcatori | 85’ Rose |

| Arbitro: | Katsikogiannis |

|                         |           |                  |
| L. Sasha 5’ Diguiny 34’ | Marcatori | 41’ L. Fernández |

| Arbitro: | Evangelou |

|                     |           |             |
| Mantalos 81’ (rig.) | Marcatori | 64’ Larsson |

| Arbitro: | Vreskas |

|             |           |            |
| Larsson 31’ | Marcatori | 16’ Thuram |

| Arbitro: | Diamantopoulos |

|                                 |           |                                    |
| Vellios 24’ Manousos 86’ (rig.) | Marcatori | 45+1’ Bruno Gama 90+2’ Fetfatzidīs |

#### Girone di ritorno
| Arbitro: | Kominis |

|                                                      |           |           |
| Ricardo Vaz 30’ Felipe Souza 71’ João Figueiredo 73’ | Marcatori | 12’ Ideye |

| Arbitro: | Tzilos |

|                                           |           |  |
| Ideye 12’ (24) Bruno Gama 30’ (rig.), 61’ | Marcatori |  |

| Amarousio 22 dicembre 2019, ore 18:30 CET 16ª giornata | Panathīnaïkos  | 0 – 0 referto | Arīs Salonicco | Stadio olimpico Spyros Louīs (5 373 spett.)\| Arbitro: \| Diamantopoulos \| |
| Arbitro:                                               | Diamantopoulos |               |                |                                                                             |

| Arbitro: | Papapetrou |

|                                                  |           |                             |
| Larsson 17’ Fran Vélez 41’ Rose 47’ L. Sasha 70’ | Marcatori | 10’ Świderski 77’ Léo Matos |

| Larissa 11 gennaio 2020, ore 18:30 CET 18ª giornata | Larissa    | 0 – 0 referto | Arīs Salonicco | AEL FC Arena (2 569 spett.)\| Arbitro: \| Karantonis \| |
| Arbitro:                                            | Karantonis |               |                |                                                         |

| Arbitro: | Tzovaras |

|                                                                 |           |                      |
| Guilherme 22’ El-Arabi 24’ Elabdellaoui 44’ Valbuena 63’ (rig.) | Marcatori | 37’ Rose 83’ Diguiny |

| Arbitro: | Fotiadis |

|                       |           |  |
| Bruno Gama 58’ (rig.) | Marcatori |  |

| Arbitro: | Diamantopoulos |

|                      |           |  |
| Farley Rosa 58’, 73’ | Marcatori |  |

| Arbitro: | Tassis |

|                                |           |  |
| Bruno Gama 31’ Fetfatzidīs 42’ | Marcatori |  |

| Arbitro: | Tsamouris |

|                    |           |                |
| Marc Fernández 26’ | Marcatori | 13’ Fran Vélez |

| Arbitro: | Karantonis |

|  |           |             |
|  | Marcatori | 5’ Almpanīs |

| Arbitro: | Fotias |

|                   |           |                       |
| Aravidīs 24’, 48’ | Marcatori | 52’ Larsson 54’ Ideye |

| Arbitro: | Tzilos |

|             |           |                               |
| Diguiny 48’ | Marcatori | 52’ N'Sikulu 60’ Rodrigo Galo |

#### Poule scudetto
| Arbitro: | Diamantopoulos |

|                                |           |           |
| Bruno Gama 42’, 73’ Korhut 80’ | Marcatori | 21’ Sakor |

| Arbitro: | Manouhos |

|                              |           |           |
| Camara 27’, 28’ Masouras 38’ | Marcatori | 64’ Ideye |

| Arbitro: | Papapetrou |

|                                   |           |                                    |
| Araujo 62’ N. Oliveira 86’ (rig.) | Marcatori | 55’ (rig.) Bruno Gama 75’ Martínez |

| Arbitro: | Zwayer |

|  |           |                                     |
|  | Marcatori | 36’ Fernando Varela 45+4’ Świderski |

| Arbitro: | Evangelou |

|                                |           |  |
| Kourmpelīs 41’ Kolovetsios 88’ | Marcatori |  |

| Arbitro: | Kul'bakoŭ |

|                |           |                                                  |
| Bruno Gama 29’ | Marcatori | 24’, 52’ N. Oliveira 62’ A. Simões 84’ Szymański |

| Arbitro: | Koutsiaftis |

|                                  |           |                                          |
| Fetfatzidīs 56’ Mpagkalianīs 86’ | Marcatori | 34’, 49’ Masouras 45+1’, 66’ (rig.) Koka |

| Arbitro: | Tsagarakis |

|  |           |                 |
|  | Marcatori | 14’ Fetfatzidīs |

| Arbitro: | Vreskas |

|  |           |             |
|  | Marcatori | 75’ Kolovos |

| Salonicco 19 luglio 2020, ore 19:00 CEST 36ª giornata | PAOK   | 0 – 0 referto | Arīs Salonicco | Stadio Toumba (0 spett.)\| Arbitro: \| Turpin \| |
| Arbitro:                                              | Turpin |               |                |                                                  |

### Coppa di Grecia
| Arbitro: | Koubarakis |

|  |           |           |
|  | Marcatori | 18’ Ideye |

| Arbitro: | Koutsiaftis |

|                        |           |             |
| L. Sasha 42’ Ideye 59’ | Marcatori | 22’ Faucher |

| Salonicco 6 febbraio 2020, ore 18:00 CET Quarti di finale – Andata | Arīs Salonicco | 0 – 0 referto | Atromītos | Stadio Kleanthis Vikelidis\| Arbitro: \| Vatsios \| |
| Arbitro:                                                           | Vatsios        |               |           |                                                     |

| Arbitro: | Vreskas |

|  |           |             |
|  | Marcatori | 15’ Larsson |

| Arbitro: | Soares Dias |

|                         |           |                       |
| Mantalos 8’ Vranješ 58’ | Marcatori | 11’ (rig.) Bruno Gama |

| Arbitro: | Makkelie |

|                           |           |                    |
| Mancini 57’ Diguiny 90+3’ | Marcatori | 90+6’, 102’ Livaja |

### UEFA Europa League

#### Qualificazioni
| Salonicco 25 luglio 2019, ore 20:30 CEST Secondo turno – Andata | Arīs Salonicco | 0 – 0 referto | AEL Limassol | Stadio Kleanthis Vikelidis (17 488 spett.)\| Arbitro: \| Attwell \| |
| Arbitro:                                                        | Attwell        |               |              |                                                                     |

| Arbitro: | de Sousa |

|  |           |                    |
|  | Marcatori | 14’ (rig.) Diguiny |

| Arbitro: | Mariani |

|                                              |           |  |
| Wolff Eikrem 27’ E. Hestad 32’ Ellingsen 87’ | Marcatori |  |

| Arbitro: | Harvey |

|                                       |           |              |
| Matilla 25’ Delīzīsīs 37’ Diguiny 84’ | Marcatori | 105+1’ Bolly |

## Statistiche

### Statistiche di squadra
| Competizione        | Punti | In casa | In casa | In casa | In casa | In casa | In casa | In trasferta | In trasferta | In trasferta | In trasferta | In trasferta | In trasferta | Totale | Totale | Totale | Totale | Totale | Totale | DR |
| Competizione        | Punti | G       | V       | N       | P       | Gf      | Gs      | G            | V            | N            | P            | Gf           | Gs           | G      | V      | N      | P      | Gf     | Gs     | DR |
| ------------------- | ----- | ------- | ------- | ------- | ------- | ------- | ------- | ------------ | ------------ | ------------ | ------------ | ------------ | ------------ | ------ | ------ | ------ | ------ | ------ | ------ | -- |
| Souper Ligka Ellada | 42    | 18      | 8       | 2       | 8       | 31      | 25      | 18           | 2            | 10           | 6            | 17           | 26           | 36     | 10     | 12     | 14     | 48     | 51     | -3 |
| Coppa di Grecia     | -     | 3       | 1       | 2       | 0       | 4       | 3       | 3            | 2            | 0            | 1            | 3            | 2            | 6      | 3      | 2      | 1      | 7      | 5      | +2 |
| Europa League       | -     | 2       | 1       | 1       | 0       | 3       | 1       | 2            | 1            | 0            | 1            | 1            | 3            | 4      | 2      | 1      | 1      | 4      | 4      | 0  |
| Totale              | 42    | 23      | 10      | 5       | 8       | 38      | 29      | 23           | 5            | 10           | 8            | 21           | 30           | 46     | 15     | 15     | 16     | 59     | 60     | -1 |

### Andamento in campionato
| Giornata  | 1 | 2 | 3 | 4 | 5 | 6 | 7 | 8 | 9 | 10 | 11 | 12 | 13 | 14 | 15 | 16 | 17 | 18 | 19 | 20 | 21 | 22 | 23 | 24 | 25 | 26 | 27 | 28 | 29 | 30 | 31 | 32 | 33 | 34 | 35 | 36 |
| --------- | - | - | - | - | - | - | - | - | - | -- | -- | -- | -- | -- | -- | -- | -- | -- | -- | -- | -- | -- | -- | -- | -- | -- | -- | -- | -- | -- | -- | -- | -- | -- | -- | -- |
| Luogo     | C | T | C | T | C | T | C | T | C | T  | C  | T  | C  | T  | C  | T  | C  | T  | T  | C  | T  | C  | T  | C  | T  | C  | C  | T  | T  | C  | T  | C  | C  | T  | C  | T  |
| Risultato | N | P | V | N | P | P | V | V | N | V  | N  | N  | N  | P  | V  | N  | V  | N  | P  | V  | P  | V  | N  | P  | N  | P  | V  | P  | N  | P  | P  | P  | P  | V  | P  | N  |
| Posizione | 5 | 9 | 7 | 7 | 8 | 9 | 8 | 8 | 7 | 7  | 5  | 7  | 7  | 8  | 6  | 6  | 4  | 4  | 6  | 5  | 5  | 5  | 5  | 5  | 5  | 6  | 5  | 5  | 5  | 5  | 5  | 5  | 5  | 5  | 5  | 5  |

Legenda:

Luogo: C = Casa; T = Trasferta. Risultato: V = Vittoria; N = Pareggio; P = Sconfitta.

### Statistiche dei giocatori
In corsivo i calciatori che hanno lasciato la squadra a stagione in corso.
| Giocatore         | Souper Ligka Ellada | Souper Ligka Ellada | Souper Ligka Ellada | Souper Ligka Ellada | Kypello Ellados | Kypello Ellados | Kypello Ellados | Kypello Ellados | Europa League | Europa League | Europa League | Europa League | Totale   | Totale | Totale      | Totale     |
| Giocatore         | Presenze            | Reti                | Ammonizioni         | Espulsioni          | Presenze        | Reti            | Ammonizioni     | Espulsioni      | Presenze      | Reti          | Ammonizioni   | Espulsioni    | Presenze | Reti   | Ammonizioni | Espulsioni |
| ----------------- | ------------------- | ------------------- | ------------------- | ------------------- | --------------- | --------------- | --------------- | --------------- | ------------- | ------------- | ------------- | ------------- | -------- | ------ | ----------- | ---------- |
| Abou              | 18                  | 0                   | 5                   | 0                   | 3               | 0               | 1               | 0               | -             | -             | -             | -             | 21       | 0      | 6           | 0          |
| P. Bakoutsis      | 8                   | 0                   | 0                   | 0                   | 1               | 0               | 1               | 0               | -             | -             | -             | -             | 9        | 0      | 1           | 0          |
| M. Basha          | 0                   | 0                   | 0                   | 0                   | -               | -               | -               | -               | 4             | 0             | 1             | 0             | 4        | 0      | 1           | 0          |
| Bruno Gama        | 34                  | 12                  | 5                   | 0                   | 5               | 1               | 0               | 0               | 0             | 0             | 0             | 0             | 39       | 13     | 5           | 0          |
| G. Delīzīsīs      | 24                  | 0                   | 4                   | 1                   | 6               | 0               | 1               | 0               | 2             | 1             | 1             | 0             | 32       | 1      | 6           | 1          |
| D. Diamantopoulos | 6                   | 0                   | 0                   | 0                   | 0               | 0               | 0               | 0               | 0             | 0             | 0             | 0             | 6        | 0      | 0           | 0          |
| N. Diguiny        | 24                  | 5                   | 3                   | 0                   | 4               | 1               | 0               | 0               | 4             | 2             | 2             | 0             | 32       | 8      | 5           | 0          |
| L. Duarte         | 3                   | 0                   | 1                   | 0                   | 0               | 0               | 0               | 0               | 0             | 0             | 0             | 0             | 3        | 0      | 1           | 0          |
| F. Durmishaj      | 6                   | 0                   | 0                   | 0                   | 3               | 0               | 1               | 0               | -             | -             | -             | -             | 9        | 0      | 1           | 0          |
| F. Ehmann         | 12                  | -19                 | 0                   | 1                   | 0               | -0              | 0               | 0               | 0             | -0            | 0             | 0             | 12       | -19    | 0           | 1          |
| G. Fetfatzidīs    | 32                  | 5                   | 1                   | 0                   | 6               | 0               | 0               | 0               | 4             | 0             | 1             | 0             | 42       | 5      | 2           | 0          |
| Fran Vélez        | 24                  | 4                   | 6                   | 0                   | 5               | 0               | 1               | 0               | 3             | 0             | 1             | 1             | 32       | 4      | 8           | 1          |
| Hamza Y.          | 1                   | 0                   | 0                   | 0                   | -               | -               | -               | -               | 1             | 0             | 0             | 0             | 2        | 0      | 0           | 0          |
| Hugo Sousa        | 14                  | 0                   | 2                   | 0                   | 2               | 0               | 0               | 0               | 0             | 0             | 0             | 0             | 16       | 0      | 2           | 0          |
| Julián            | 23                  | -30                 | 1                   | 0                   | 6               | -5              | 1               | 0               | 4             | -4            | 1             | 0             | 33       | -39    | 3           | 0          |
| D. Kōnstantinidīs | 0                   | 0                   | 0                   | 0                   | 0               | 0               | 0               | 0               | 0             | 0             | 0             | 0             | 0        | 0      | 0           | 0          |
| M. Korhut         | 29                  | 1                   | 7                   | 0                   | 6               | 0               | 0               | 0               | 4             | 0             | 2             | 0             | 39       | 1      | 9           | 0          |
| B. Ideye          | 22                  | 8                   | 4                   | 1                   | 5               | 2               | 2               | 0               | 4             | 0             | 1             | 0             | 31       | 10     | 7           | 1          |
| D. Larsson        | 26                  | 4                   | 2                   | 0                   | 6               | 1               | 0               | 0               | 4             | 0             | 0             | 0             | 36       | 5      | 2           | 0          |
| D. Mancini        | 25                  | 0                   | 6                   | 0                   | 3               | 1               | 1               | 0               | -             | -             | -             | -             | 28       | 1      | 7           | 0          |
| N. Martínez       | 23                  | 1                   | 0                   | 0                   | 3               | 0               | 0               | 0               | 3             | 0             | 0             | 0             | 29       | 1      | 0           | 0          |
| J. Matilla        | 33                  | 1                   | 9                   | 0                   | 6               | 0               | 2               | 1               | 4             | 1             | 2             | 0             | 43       | 2      | 13          | 1          |
| P. Mpagkalianīs   | 7                   | 1                   | 2                   | 0                   | 0               | 0               | 0               | 0               | -             | -             | -             | -             | 7        | 1      | 2           | 0          |
| L. Rose           | 33                  | 3                   | 5                   | 1                   | 6               | 0               | 0               | 0               | 4             | 0             | 0             | 0             | 43       | 3      | 5           | 1          |
| L. Sasha          | 34                  | 3                   | 7                   | 1                   | 6               | 1               | 3               | 0               | 4             | 0             | 0             | 0             | 44       | 4      | 10          | 1          |
| D. Sundgren       | 14                  | 0                   | 3                   | 0                   | 1               | 0               | 1               | 0               | 4             | 0             | 3             | 0             | 19       | 0      | 7           | 0          |
| M. Tonso          | 16                  | 0                   | 3                   | 0                   | 1               | 0               | 0               | 0               | 4             | 0             | 0             | 0             | 21       | 0      | 3           | 0          |
| P. Tsagkalidis    | 1                   | 0                   | 0                   | 0                   | -               | -               | -               | -               | -             | -             | -             | -             | 1        | 0      | 0           | 0          |
| A. Tsilingiris    | 3                   | -2                  | 1                   | 0                   | 0               | -0              | 0               | 0               | -             | -             | -             | -             | 3        | -2     | 1           | 0          |